# Kvish 3
De Kvish 3 is een hoofdweg in Israël. De weg loopt van Ashkelon naar Modi'ien-Makkabiem-Re'oet en is 47 kilometer lang. 

## Plaatsen aan de route
- Ashkelon
- Kirjat Malachi
- Modi'ien-Makkabiem-Re'oet

1 · 
2 · 
3 · 
4 · 
5 · 
6 · 
7 · 
9 · 
10 · 
12 · 
13 · 
20 · 
22 · 
25 · 
31 · 
34 · 
35 · 
38 · 
40 · 
41 · 
42 · 
44 · 
46 · 
55 · 
57 · 
60 · 
65 · 
66 · 
70 · 
71 · 
73 · 
75 · 
77 · 
79 · 
80 · 
85 · 
87 · 
89 · 
90 · 
91 · 
92 · 
98 · 
99